# 文化 (アルバム)
『文化』（ぶんか）は、Eveの通算4枚目のアルバム。harapeco recordsから2017年12月13日に発売された。

## 背景とリリース
前作『OFFICIAL NUMBER』から約1年ぶりのアルバム。初めてEve自ら全曲の作詞作曲を手がけたアルバムである。アルバムのジャケットイラストは収録曲の「ナンセンス文学」「ドラマツルギー」のミュージック・ビデオ制作と同じくMahが担当した。
初回限定盤と通常盤の全2形態で発売。初回盤は三方背ケース仕様となる。
| 形態       | 規格   | 規格品番 |
| ---------- | ------ | -------- |
| 初回限定盤 | CD+DVD | TEI-74   |
| 通常盤     | CD     | TEI-75   |

| 対象店舗               | 特典内容                                                                                                   |
| ---------------------- | --- |
| ヴィレッジヴァンガード | アナザージャケット（あの娘シークレットVer.）/記念限定グッズ（くまたろうキーホルダー）                      |
| アニメイト             | 缶バッジ（ナンセンス文学Ver.）、おまけカバーCD（ナンセンス文学 アコースティックVer.、ルミナ アレンジVer.） |
| TSUTAYA                | 缶バッジ（お気に召すままVer.）、イベント参加券（一部店舗）                                                 |
| タワーレコード         | 缶バッジ（ドラマツルギーVer.）                                                                             |
| Amazon                 | 缶バッジ（初回限定盤ジャケットVer.）                                                                       |
| HMV                    | 缶バッジ（あの娘シークレットVer.）                                                                         |
| 応援店                 | ポストカード（通常盤ジャケットVer.）                                                                       |

## チャート成績
『文化』は、オリコン2017年12月25日付の週間ランキングで最高14位を記録。
また、同日付のBillboard JAPANの総合アルバムチャートでは、3,827枚を売り上げ、初登場23位を記録。

## 収録内容
| 全作詞: Eve、全編曲: Numa。 |                             |           |           |      |
| #                           | タイトル                    | 作詞      | 作曲      | 時間 |
| 1.                          | 「fanfare (instrumental)」  | Eve       | Eve、Numa | 2:16 |
| 2.                          | 「ナンセンス文学」          | Eve       | Eve       | 3:26 |
| 3.                          | 「ドラマツルギー」          | Eve       | Eve       | 3:59 |
| 4.                          | 「ホームシック」            | Eve       | Eve       | 4:51 |
| 5.                          | 「あの娘シークレット」      | Eve       | Eve       | 3:55 |
| 6.                          | 「会心劇」                  | Eve       | Eve       | 4:39 |
| 7.                          | 「ふりをした。」            | Eve       | Eve       | 3:55 |
| 8.                          | 「羊を数えて」              | Eve       | Eve       | 4:31 |
| 9.                          | 「お気に召すまま」          | Eve       | Eve       | 4:09 |
| 10.                         | 「paradigm (instrumental)」 | Eve       | Eve、Numa | 1:57 |
| 合計時間:                   | 合計時間:                   | 合計時間: | 37:42     |      |

| #  | タイトル               | 作詞 | 作曲・編曲 | 監督    |
| -- | ---------------------- | ---- | ---------- | ------- |
| 1. | 「ナンセンス文学」     |      |            | Mah     |
| 2. | 「ドラマツルギー」     |      |            | Mah     |
| 3. | 「あの娘シークレット」 |      |            | Okamoto |
| 4. | 「お気に召すまま」     |      |            | Waboku  |

## 楽曲解説
ナンセンス文学
自身2作目のボーカロイド作品。2017年5月19日にニコニコ動画にて、初音ミクが歌唱した音源でのミュージックビデオが公開され、翌日YouTubeに本人歌唱のミュージックビデオが公開された。
Eveは楽曲の投稿から1年後にTwitterで「ナンセンス文学を投稿してから今日で1年。この1年間で僕の中の何かがグシャッと変わってしまった感覚がすごくある、人生で1番濃い1年だった気がする」と投稿している。
ドラマツルギー
AbemaTVオリジナルドラマ『フォローされたら終わり』主題歌
周囲によって傷付き臆病になってしまった主人公の逃げ出そうと葛藤する気持ちを歌った楽曲。
2019年 10月18日にドラマ『フォローされたら終わり』とのタイアップが発表された。Eveは発表時に「自分にとって『ドラマツルギー』は2年前の楽曲になりますが、今回このような形で作品に寄り添わせて頂くことによって、この楽曲がまた新たにどんな一面を見せてくれるのか今からとても楽しみです」とコメントした。
ミュージック・ビデオ再生回数が1億回を突破した自身2作目の楽曲である。2021年7月1日にはこのことを記念し、MVの映像をバックに撮り下ろされたライブパフォーマンス映像「ドラマツルギー -Eve Live Film」がYouTubeにて公開された。
お気に召すまま
11月30日にYouTubeにてWabokuが制作を担当したミュージック・ビデオが公開された。同時にニコニコ動画ではいくつかのシーンが異なる初音ミクバージョンのミュージック・ビデオも公開された。

## ライブ
本作品の発売を記念したワンマンライブが開催された。
| 日程              | 開場/開演   | 都道府県 | 会場     |
| ----------------- | ----------- | -------- | -------- |
| 2018年3月23日(金) | 17:45/18:30 | 東京都   | 新宿ReNY |

## クレジット
Eve - Vocal, Chorus
Numa - All other instruments
参加ミュージシャン
Guitar : 沼能友樹 (M1ｰ10)
Keyboard : 曽我淳一 (M4),SUNNY (M8)
Drums : 堀正輝 (M6.M9)
Bass : 中村昌史 (M6.M9)

## カバー

### ドラマツルギー
- Afterglow［美竹蘭（佐倉綾音）］×香澄（愛美） - 2021年1月1日にゲーム『バンドリ! ガールズバンドパーティ!』に追加収録[10]。同年2月24日発売のアルバム『バンドリ！ ガールズバンドパーティ！ カバーコレクション Vol.5』でCD初収録[11]。
- Leo/need ［星乃一歌（野口瑠璃子）］×初音ミク　- 2020年12月28日にゲーム『プロジェクトセカイ カラフルステージ！ feat. 初音ミク』に追加収録[12]。2022年5月11日発売のアルバム『Leo/need SEKAI ALBUM vol.1』でCD初収録[13]

| 発売日         | タイトル                                                                       | 収録曲                                   |
| -------------- | ------------------------------------------------------------------------------ | ---------------------------------------- |
| 2018年3月21日  | 灯油『セカンドハート』                                                         | ドラマツルギー                           |
| 2019年9月18日  | りぶ『Ribing fossil』                                                          | ドラマツルギー                           |
| 2021年2月14日  | CocoTsuki『Crossroad』                                                         | ドラマツルギー(Cover)                    |
| 2021年2月24日  | Afterglow×香澄『バンドリ！ ガールズバンドパーティ！ カバーコレクション Vol.5』 | ドラマツルギー                           |
| 2021年7月28日  | まらしぃ『V.I.P X marasy plays Vocaloid Instrumental on Piano』                | ドラマツルギー                           |
| 2021年11月24日 | りぶ『MYLIST』                                                                 | ドラマツルギー                           |
| 2022年4月6日   | あほの坂田『あほの坂田 歌ってみた①』                                           | ドラマツルギー                           |
| 2022年5月11日  | Leo/need『Leo/need SEKAI ALBUM vol.1』                                         | ドラマツルギー (feat.星乃一歌＆初音ミク) |
| 2023年5月3日   | そらる『そらるの歌ってみた［2016-2018］』                                      | ドラマツルギー(cover)                    |